# Cormenon
Cormenon település Franciaországban, Loir-et-Cher megyében. Lakosainak száma 690 fő (2022. január 1.). Cormenon Baillou, Choue, Mondoubleau, Sargé-sur-Braye és Le Temple községekkel határos.

## Népesség
A település népességének változása:
| Lakosok száma | 655  | 733  | 717  | 694  | 698  | 699  | 690  | 689  | 711  | 690  |
|               | 1968 | 1982 | 1990 | 2006 | 2013 | 2015 | 2017 | 2019 | 2020 | 2022 |